# Уиклоу (горы)
Горы Уи́клоу (англ. Wicklow Mountains; ирл. Sléibhte Chill Mhantáin) — горный хребет на юго-востоке Ирландии. С 1991 года территория Уиклоу получила статус национального парка.

## География
Хребет протянут с севера на юг через 3 графства: от Дублина через Уиклоу в Уэксфорд. В горах берёт начало река Слэни, там расположена электростанция Тарло Хилл, единственная ГАЭС Ирландии. Горы Уиклоу предлагают туристам несколько видов отдыха: рыбалка, рафтинг и пешие прогулки по холмам, чем нередко пользуются в выходные дни дублинцы. Здесь также расположены монастырь Глендалох, основанный в VI веке Святым Кевином, и самый высокий водопад в Ирландии — Пауэрскут. Южная часть хребта в XIX веке стала сценой золотой лихорадки.

## Вершины
| Место | Название        | Высота, метры | Фотография |
| ----- | --------------- | ------------- | ---------- |
| 1     | Лугнакилла      | 925           |            |
| 2     | Маллакливаун    | 849           |            |
| 3     | Тонледжи        | 817           |            |
| 4     | Клогернаг       | 800           |            |
| 5     | Корригаслеггаун | 794           |            |
| 6     | Слиевемаан      | 759           |            |
| 7     | Каменаболог     | 758           |            |
| 8     | Киппур          | 757           |            |
| 9     | Конавалла       | 734           |            |
| 10    | Джус            | 725           |            |